# Inger Hasselgren
Inger Maria Hasselgren Säflund, född 13 juli 1938 i Motala församling, Östergötlands län, är en svensk målare.
Hasselgren bedrev sommarstudier vid Capellagården på Öland, därefter har hon studerat två år på Lunnevads folkhögskolas bild och formlinje samt studier i akvarellmålning vid Gerlesborgsskolan.
Bland hennes offentliga arbeten märks utsmyckningar för Aneby fritidsgård, Mjölby servicehus, Skänninge ålderdomshem, Biblioteket, Kommunhuset och Apoteket i Mjölby.
Hennes konst består av textilväv, gobelänger och akvareller.
Hasselgren är representerad vid Östergötlands läns landsting, Gävleborgs läns landsting, Statens Konstråd, Söderhamns kommun, Norrköpings kommun, Västerås kommun och Mjölby kommun.